# Congregação das Irmãs de Santa Doroteia
A Congregação das Irmãs de Santa Doroteia é uma congregação de religiosas católicas, fundada em 12 de Agosto de 1834 por Santa Paula Frassinetti. Atualmente, as Irmãs Doroteias estão presentes em várias partes do mundo, trabalhando em colégios, paróquias e comunidades carentes.

## História
Paula Frassinetti, vivendo na aldeia de pescadores Quinto al Mare, congregou um grupo de doze moças, com as quais fundou uma comunidade religiosa, denominada Filhas de Santa Fé. Esta congregação nasceu no dia de Santa Clara, a 12 de agosto de 1834. O grupo dedicava-se à evangelização de jovens e crianças carentes.
Nessa altura, o Conde de Passi chegou a Génova. Ele dedicava-se ao estabelecimento da Pia Obra de Santa Doroteia. O objetivo desta obra era o trabalho fora das instituições religiosas, no ambiente em que viviam as crianças e os jovens pobres, que eram o alvo principal do seu apostolado. Esta proposta foi aceite pelas Filhas de Santa Fé, que passaram a ser denominadas Irmãs de Santa Doroteia. Inicialmente, as irmãs expandiram-se na cidade de Génova e pela região concomitante. Pouco depois, as doroteias abriram uma casa em Roma.
As revoluções de 1848 atingiram as instituições religiosas italianas. Este foi um período de grandes convulsões sociais e conflitos com a Igreja. A publicação da Lei de Supressão das Comunidades Religiosas provocou o fecho de algumas casas das irmãs. Em 1866, a instituição inicia sua expansão para além das fronteiras italianas, abrindo então uma casa no Brasil, na Diocese de Olinda e Recife, a pedido do bispo Dom Manuel do Rego Medeiros. No mesmo ano, elas estabeleceram-se também em Lisboa, Portugal. Em ambos os locais, começaram por abrir os seus colégios.
No início do século XX, as doroteias fundaram as primeiras casas nos Estados Unidos. Posteriormente, alcançaram Malta, Bélgica, Espanha, Suíça e Portugal. Em África fundaram obras em Angola e Moçambique. Hoje, além destes países, estão presentes no Peru, na Inglaterra, na China, na Argentina, na Bolívia e no arquipélago de São Tomé e Príncipe.